# Ar Rayyan (municipi)
Ar Rayyan (àrab: الريان, ar-Rayyān) és un dels vuit municipis o baladiyyes que formen l'Estat de Qatar. La seva capital i ciutat més poblada és Ar Rayyan.

## Geografia i demografia

Situació d'Ar Rayyan a Qatar abans del 2004.

La superfície d'Ar Rayyan és de 893 quilòmetres quadrats i és el municipi més extens de Qatar.
La població es compon d'uns 444.557 persones (xifres del cens de l'any 2010). La densitat de població d'aquesta divisió administrativa és de 500 habitants/km².

## Esports
L'equip de futbol Al-Rayyan juga en condició de local a la capital del municipi.